# V1429 Aquilae
V1429 Aquilae est une étoile binaire variable lumineuse bleue située dans la constellation de l'Aigle. Elle est souvent désignée par son numéro de catalogue de l'Observatoire du Mont Wilson comme MWC 314. C'est une étoile lumineuse chaude avec de fortes raies d'émission dans son spectre.

## Spectre
Elle a un spectre particulier dominé par les raies d'émission de l'hydrogène et de nombreux métaux ionisés, Feii étant particulièrement fort et nombreux. Il existe également des raies interdites relativement faibles, principalement [FeII], mais aussi [Nii]. Certaines raies d'absorption sont présentes, mais sont soit très faibles, soit cachées par l'émission. De nombreuses raies ont des profils variables, en particulier les séries d'hydrogène et d'hélium qui varient au cours de l'orbite des profils d'émission à P Cygni. Les raies d'absorption sont considérées comme formées dans la photosphère de l'étoile primaire, bien qu'une partie de l'absorption de Feii semble provenir du gaz entre les étoiles. Aucune ligne de l'étoile secondaire ne peut-être détectée. Les raies d'émission sont formées dans la matière circumstellaire entre et autour des deux étoiles. Globalement, le type spectral est donné comme B3Ibe,.
Dans les spectres infrarouges, la série de raies Pfund est fortement en émission, une caractéristique très inhabituelle des étoiles supergéantes Be et des LBV. V1429 Aquilae reçoit un type spectral B2:e à partir de l'analyse dans l'infrarouge.

## Système
V1429 Aquilae est une étoile binaire spectroscopique à raies simples. L'existence d'un compagnon est déduite des variations très périodiques de la vitesse radiale de ses raies spectrales et des variations tout aussi périodique de la luminosité et des profils de raies spectrales. Il n'est pas clair s'il y a des éclipses partielles de la plus grande étoile ou seulement du gaz entourant les étoiles.
La période de révolution est bien définie à 60,7 jours et elle est modérément excentrique (0,244). L'étoile primaire remplit son lobe de Roche pendant au moins une partie de l'orbite. Les autres caractéristiques de l'orbite sont contestées. La vitesse orbitale de l'étoile secondaire est inconnue, et les inclinaisons possibles ne restreignent pas suffisamment les modèles possibles du système. Des hypothèses basées sur les données largement similaires produisent des résultats très différents pour les masses des étoiles, de 5 à 40 M☉ pour l'étoile primaire.
Une troisième étoile est visible sur les images infrarouges à un peu plus d'une seconde d'arc. Il est statistiquement probable qu'il se trouve sur une large orbite autour de la paire spectroscopique, à environ 5 700 UA.
Le système contient de la matière transférée de l'étoile primaire l'étoile secondaire ainsi que du matériel entourant les deux étoiles. Un amas dense de gaz près du centre de masse du système, et co-tournant avec les étoiles, produit la majeure partie des raies d'émission. Une région de gaz plus diffuse entoure les deux étoiles et produit des composants d'absorption dans le spectre.
L'ensemble du système est entouré d'une coquille de matériau d'environ 0,8 parsecs de diamètre, en supposant que MWC 314 est à environ 3 000 parsecs. Cela apparaît dans les images infrarouges comme un anneau circulaire à 25 secondes d'arc de l'étoile centrale. Il y a une nébuleuse bipolaire beaucoup plus grande détectée par son rayonnement Hα. Son diamètre est de 13 parsecs.

## Variabilité
L'étoile montre des variations de luminosité d'une magnitude d'environ 0,3 et une période détectable de 4,16 jours. Aucune variation de luminosité à long terme n'a été détectée au cours de plusieurs décennies d'observations. Les profils de nombreuses raies spectrales varient également avec la même période, produites en partie par les variations de vitesse radiale. La plupart de ces variations peuvent s'expliquer par le transfert de l'orbite de deux étoiles et du matériel de la primaire vers la secondaire, le gaz étant impliqué dans des éclipses partielles et peut-être aussi des éclispes partielles des étoiles elles-mêmes. Les deux étoiles sont également déformées en formes ellipsoïdales par leur gravité et leur luminosité varie en rotation.
En plus des variations orbitales, deux modes de pulsation ont été observés avec des amplitudes de quelques millièmes de magnitude et des périodes de 0,77 et 1,42 jours.

## Propriétés physiques
Les estimations de la distance de V1429 Aquilae faites par des méthodes indirectes varient entre 9 000 à 14 000 années-lumière (2,4 à 4,3 kiloparsecs), avec 3 kiloparsecs généralement aadoptés. La parallaxe du catalogue Gaia est de 0,222 4 mas, suggérant une distance un peu plus grande.
L'étoile primaire est une étoile chaude de type B. Sa luminosité totale a été estimée à 1 200 000 fois celle du Soleil, avec un rayon 60 fois plus grand que celui du Soleil et 80 fois plus massif que le Soleil. Des calculs plus récents donnent une luminosité de 710 000 L☉, un rayon de 87 R☉ et une masse de 40 M☉. D'autres hypothèses sur l'orbite conduisent à des valeurs inférieures de 500 000 L☉, 73 R☉ et 5 M☉.
Les paramètres physiques de l'étoile et son spectre sont comparable à une variable lumineuse bleue. Bien qu'il n'ait pas montré les explosions déterminantes et les variations spectrales, les nébuleuses environnantes indiquent des épisodes de forte perte de masse dans le passé. Alternativement, il peut s'agir d'une étoile supergéante Be.
L'étoile secondaire ne peut pas être observé. Faire quelques hypothèses, principalement l'existence d'une éclipse partielle de l'étoile primaire, permet d'estimer sa masse et certaines propriétés physiques, donnant une masse de 26 26 M☉ et une température de 6 227 K, mais celles-ci sont spéculatives.
Une étude plus récente des étoiles variables lumineuses bleues a placé la luminosité de V1429 Aquilae à un niveau beaucoup plus élevé de 3 800 000 L☉.